# Giồng Chùa
Giồng Chùa hay núi Chùa, là ngọn núi nhỏ nằm tại ấp Thiềng Liềng, xã Thạnh An, huyện Cần Giờ, Thành phố Hồ Chí Minh. Núi cách trung tâm Thành phố khoảng 70km về hướng đông nam. Đây được coi là ngọn núi duy nhất và cao nhất Thành phố Hồ Chí Minh và là một điểm đến trong hoạt động khai thác du lịch đường thủy của Thành phố đến Bến Khu di tích Giồng Chùa.

## Tên gọi
Tương truyền trên núi có vết đá lõm sâu là do "dấu chân" của vua chúa nào đấy đã từng qua đây. Do đó tên gọi "núi Chùa" có thể là từ biến âm của từ "núi Chúa".

## Tự nhiên
Ngọn núi nhỏ này thật ra chỉ là một giồng đá cao 10 mét nhưng được coi là ngọn núi duy nhất và cao nhất Thành phố Hồ Chí Minh. Vị trí giữa rừng ngập mặn Cần Giờ. Xung quanh là rừng đước, mắm, bần,...và các cánh đồng ruộng muối. Núi là một khối đá andezit, một loại macma nguồn gốc núi lửa. Diện tích khoảng 3 ha. Gần núi có miếu Ngũ hành.
Ngọn núi nằm tại ấp Thiềng Liềng là một ấp đảo, bao quanh là sông nước và rừng ngập mặn, người dân địa phương với 211 hộ, khoảng 1.000 người sống bằng nghề làm muối, có 400 ha muối, sản xuất hằng năm 20.000 tấn muối. Một số ít cư dân nuôi hàu.

## Phát triển kinh tế
Hiện tại chính quyền đang có chủ trương 10 dự án đầu tư vào xã Thạnh An với số vốn 381 tỷ đồng. Trong đó đầu tư xây dựng đường giao thông, bến tàu vào khu vực núi Giồng Chùa. Bến tàu khu di tích Giồng Chùa được hoàn thành xây dựng vào đầu năm 2017, là một trong 11 bến tàu du lịch đường thủy được chính quyền thành phố cho xây dựng từ năm 2013 với tổng kinh phí 20 tỷ VND. Hiện bến tàu đã được chuyển quyền quản lý từ Cảng vụ Đường thủy nội địa sang Trung tâm Quản lý đường thủy.
Ngày 23 tháng 12 năm 2018, Thành ủy Thành phố Hồ Chí Minh tổ chức Hội thảo khoa học "40 năm Cần Giờ, TP.HCM: Thành quả và kinh nghiệm" nhân kỷ niệm 40 năm huyện Duyên Hải (nay là Cần Giờ) sáp nhập về thành phố. Theo định hướng từ trước đó trong việc phát triển huyện Cần Giờ, chính quyền xác định Cần Giờ cần tập trung đầu tư phát triển hoàn chỉnh và tổ chức khai thác có hiệu quả không gian du lịch, trên cơ sở từng bước khép kín và kết nối với các không gian du lịch khác trong khu vực bằng các tuyến giao thông vận tải. Trong đó có Khu núi đá Giồng Chùa.
Theo quy hoạch phát triển du lịch Cần Giờ của chính quyền Tp.HCM đến năm 2020, núi Giồng Chùa được quy hoạch trong Khu du lịch sinh thái biển, là một trong ba phân khu chức năng du lịch của huyện.
Cao Văn Tùng, Giám đốc Trung tâm du lịch nội địa BenThanh Tourist nhận định đây là ngọn núi duy nhất giữa rừng ngập mặn, có thể triển khai thành sản phẩm du lịch đặc thù cho khách viếng thăm. Tuy nhiên chỉ thuận lợi vào mùa khô. Làng muối Thiềng Liềng của địa phương được bà Tạ Thị Tú Yên, Phó Giám đốc Ban sản phẩm dịch vụ Công ty Vietravel, chỉ ra những sản phẩm du lịch trải nghiệm đang hấp dẫn khách như: làm diêm dân, ngâm chân thảo dược trị liệu từ muối, quà tặng từ muối,...
Ngày 12 tháng 10 năm 2021, Công ty Du lịch VietMark ở TP Hồ Chí Minh là đơn vị "mở màn" tour cho 20 khách ở thành phố khám phá đảo Thiềng Liềng, trong đó  có viếng thăm núi Giồng Chùa. Đỗ Tuấn Anh, Giám đốc VietMark cho biết: "Nói đến xã đảo Thạnh An thì nhiều người biết, nhưng đảo Thiềng Liềng thì ít người biết. Đây là một ấp thuộc xã đảo Thạnh An nhưng tôi gọi là đảo bởi nó nằm độc lập như một đảo, bao bọc xung quanh là sông ngòi và những cánh rừng ngập mặn bao la, là khu sinh quyển thế giới Cần Giờ. Nơi đây còn hoang sơ, người dân ở thưa thớt, chủ yếu làm muối và đánh bắt hải sản ở sông, rạch... Muốn đến đảo phải đi tàu, ca nô, ghe. Qua khảo sát, tôi thấy cần mở tour khám phá nơi này giới thiệu đến du khách, nhất là hiện nay chủ trương khai thác du lịch nội thành phố..."